# Quần đảo Đông-Bắc
Quần đảo Đông-Bắc (tiếng Anh: North-Eastern Islands) là khu quy hoạch và cũng là nhóm đảo thuộc Vùng Đông-Bắc nước Singapore. Quần đảo được tạo thành từ ba đảo nhỏ, tên là Pulau Tekong, Pulau Tekong Kechil và Pulau Ubin. Trước đây, đã từng có 10 ngôi làng trên đảo Pulau Tekong và Pulau Tekong Kechil trong khi trên đảo Pulau Ubin có một số mỏ đá granite. Tại thời điểm hiện tại, Pulau Tekong là đại bản doanh của Trung tâm Huấn luyện quân sự Cơ bản của Lực lượng vũ trang Singapore còn Pulau Ubin là một trong những nơi cuối cùng ở Singapore được bảo tồn khỏi quá trình đô thị hóa, nhà bê tông và đường nhựa.
Khu quy hoạch Quần đảo Đông-Bắc có chung hải giới với Chương Nghi, Pasir Ris và Punggol. Toàn khu quy hoạch tọa lạc trên Eo biển Johor.

## Lịch sử

### Quần đảo Tekong
Trong giai đoạn từ thập niên 1850 tới 1957, người Mã Lai là những cư dân đầu tiên trên quần đảo này, dân số các đảo đạt đỉnh là 4.169 người sinh sống trong 10 kampong (làng), phần nhiều trong số đó là người Hoa. Đến trước thập niên 1980, toàn bộ dân đảo được tái định cư trên đảo chính Singapore do quá trình đô thị hóa và chương trình cải tạo đất được chính phủ Singapore thực hiện để nhập đảo Pulau Tekong Kechii với đảo lớn Pulau Tekong.

### Pulau Ubin
Trong thập niên 1880, Endut Senin dẫn đầu một nhóm người Mã Lai, từ Sông Kallang được nói rằng đã đến định cư tại hòn đảo và tạo dựng cộng một cộng đồng thịnh vượng của người Mã Lai nơi đây. Trong suốt thập niên 50 tới thập niên 70 của thế kỷ XX, hòn đảo là nơi sinh sống của 2.000 cư dân, trường học cũng được xây dựng trên đảo. Có lúc, số lượng học sinh lên đến 400, nhưng việc các trường học không nhận học sinh tiếp do chính sách phát triển của chính quyền Singapore khiến nhiều cư dân phải di dời về đảo chính Singapore. Trường học đóng cửa năm 1985, được phá bỏ ngày 2 tháng 4 năm 2000. Trên đảo cũng đã từng có một trường học tư của người Mã Lai vào khoảng năm 1956 tại Kampung Melayu, nhưng cũng đã đóng cửa hồi cuối thập niên 1970.
Khi người Anh thành lập xứ Singapore, hòn đảo này được biết đến với trữ lượng đá granite. Mỏ đá granite tại đây phục vụ cho ngành công nghiệp xây dựng của địa phương. Đá granite lộ thiên trên mặt biển đặc biệt kỳ ảo bởi những mặt lồi lõm hoa văn trên các mặt, cạnh đá. Hình ảnh này đã được ghi lại năm 1850 trên bức họa của John Turnbull Thomson Đá rãnh trên Pulo Ubin gần Singapore (tiếng Anh: Grooved stones on Pulo Ubin near Singapore). Trong những năm 1970, khi các mỏ đá granite đóng cửa dần, việc làm vì thế cũng giảm, cư dân dần rời khỏi đảo.